# رينولد برينكمان
رينولد برينكمان (بالألمانية: Reinhold Brinkmann)‏ هو عالم موسيقى ألماني، ولد في 21 أغسطس 1934 في فيلدسهاوزن في ألمانيا، وتوفي في 10 أكتوبر 2010 في إكرنفورده في ألمانيا.

## وصلات خارجية
- رينولد برينكمان على موقع مونزينجر (الألمانية)
- رينولد برينكمان على موقع ميوزك برينز (الإنجليزية)